# Хрущов, Иван Алексеевич
Ива́н Алексе́евич Хрущо́в (Хрущев, 7 августа [18 августа] 1774 — 27 ноября [9 декабря] 1824) — генерал-майор Русской императорской армии эпохи наполеоновских войн.

## Биография
Иван Алексеевич Хрущов родился в 1774 году; из дворянского рода Хрущовых. Сын Алексея Ивановича Хрущова.
1 января 1778 года  записан на военную службу капралом в Измайловский лейб-гвардии полк;  в 1781 году — унтер-офицер, в 1785 году — сержант, в 1792 году состоял волонтером в войсках генерала от инфантерии Михаила Никитича Кречетникова в Польше, в 1793 году получил звание прапорщика. 
Добровольцем принимал участие в Русско-польской войне (1792), под командованием генерала Ивана Евстафьевича фон Ферзена — в подавлении восстания Костюшко (1794): 6 июня 1794 года сражался под Щекоцинами, 10 октября 1794 года — при Мацеёвице. Получил звание майора и был направлен в Елизаветградский 3-й гусарский полк.
В 1796 году участвовал в Персидском походе графа Валериана Александровича Зубова, в 1799—1800 годах, имея звание полковника, воевал в Швейцарии в составе корпуса генерала Александра Михайловича Римского-Корсакова. Сражался при Аустерлице. 
С 28 сентября 1806 года — шеф Арзамасского драгунского полка (с 17 декабря 1812 года — Арзамасского конноегерского полка). В 1807 году получил звание генерал-майора. В 1809 году участвовал в походе в Галицию, с 1810 по 1812 год сражался на Дунае, отличился при осаде крепости Силистрия в ходе Русско-турецкой войны 1806–1812 годов, в сражении при Шумле, при покорении крепостей Рущук и Журжа (совр. город Джурджу).

Принимал участие в Отечественной войне 1812 года и заграничном походе русской армии и 13 марта 1814 года был награжден орденом Святого Георгия 4-го класса 
за отличие в деле 13-го марта 1814 года при Фер-Шампенуазе.
После войны служил в 1-й конно-егерской дивизии.
20 марта 1818 года отправлен в почётную отставку по состоянию здоровья с мундиром и полной пенсией.
Портрет И.А. Хрущова, написанный Джорджем Доу, находится в Военной галерее Государственного Эрмитажа. 
Умер 27 ноября (9 декабря) 1824 года и был похоронен в Донском монастыре города Москвы.
Жена — Прасковья Дмитриевна Черткова (1791—после 1824), дочь Д.В.Черткова, сестра таких известных личностей, как историк и библиофил Александр Дмитриевич Чертков, генерал-лейтенант Николай Дмитриевич Чертков, шталмейстер Иван Дмитриевич Чертков.  Детей у супругов не было.